# اچ‌ام‌اس نانساچ
اچ‌ام‌اس نانساچ ممکن است به یکی از موارد زیر اشاره داشته باشد:
- اچ‌ام‌اس نانساچ (۱۶۴۶)
- اچ‌ام‌اس نانساچ (۱۶۶۸)
- اچ‌ام‌اس نانساچ (۱۶۹۶)
- اچ‌ام‌اس نانساچ (۱۷۴۱)
- اچ‌ام‌اس نانساچ (۱۷۷۴)